# President de Xipre del Nord
El president de Xipre del Nord és el cap d'Estat de la República Turca de Xipre del Nord. Rauf Denktaş va ser el primer president fundador de Xipre del Nord, i es va retirar el 2005. El seu càrrec va ser ocupat per Mehmet Ali Talat, seguit per Derviş Eroğlu, llavors Mustafa Akıncı, i l'actual president, Ersin Tatar.
El president és elegit cada cinc anys. Les eleccions presidencials se celebren en dues rondes si cap candidat guanya més del 50% dels vots en la primera ronda. És necessari que el president sigui natural de l'illa de Xipre. El president ha d'haver viscut al país durant cinc anys, rebre educació secundària i tenir més de 30 anys.
La presidència no és una posició cerimonial en el sistema polític semipresidencial del nord de Xipre. El president es reserva el dret a destituir l'Assemblea de la República en cas que un govern no pugui formar-se en un termini de seixanta dies o tres governs successius rebin vots de censura. També poden presidir el Consell de Ministres si així ho desitgen, aprovar els nomenaments dels jutges i president del Tribunal Suprem i tenir dret a enviar lleis aprovades per l'Assemblea de la República al Tribunal Suprem. El president també ha estat tradicionalment el principal negociador per a la resolució del conflicte de Xipre i ha estat responsable de les relacions exteriors del nord de Xipre.
El president està representat pel president de l'Assemblea de la República quan el president és a l'estranger.
Les eleccions presidencials més recents es van celebrar l'11 d'octubre de 2020.

## Llista de caps d'Estat de Xipre del Nord (1983-present)
| Presidència | Imatge | Nom              | Inici del mandat       | Fi del mandat        | Partit polític | Partit polític               |
| ----------- | ------ | ---------------- | ---------------------- | -------------------- | -------------- | ---------------------------- |
| 1           |        | Rauf Denktaş     | 15 de novembre de 1983 | 24 d'abril de 2005   |                | Partit de la Unitat Nacional |
| 2           |        | Mehmet Ali Talat | 24 d'abril de 2005     | 23 d'abril de 2010   |                | Partit Republicà Turc        |
| 3           |        | Derviş Eroğlu    | 23 d'abril de 2010     | 30 d'abril de 2015   |                | Partit de la Unitat Nacional |
| 4           |        | Mustafa Akıncı   | 30 d'abril de 2015     | 23 d'octubre de 2020 | Independent    | Independent                  |
| 5           |        | Ersin Tatar      | 23 d'octubre de 2020   | Actualitat           |                | Partit de la Unitat Nacional |